# Traitement K-14
Pour les articles homonymes, voir K14.

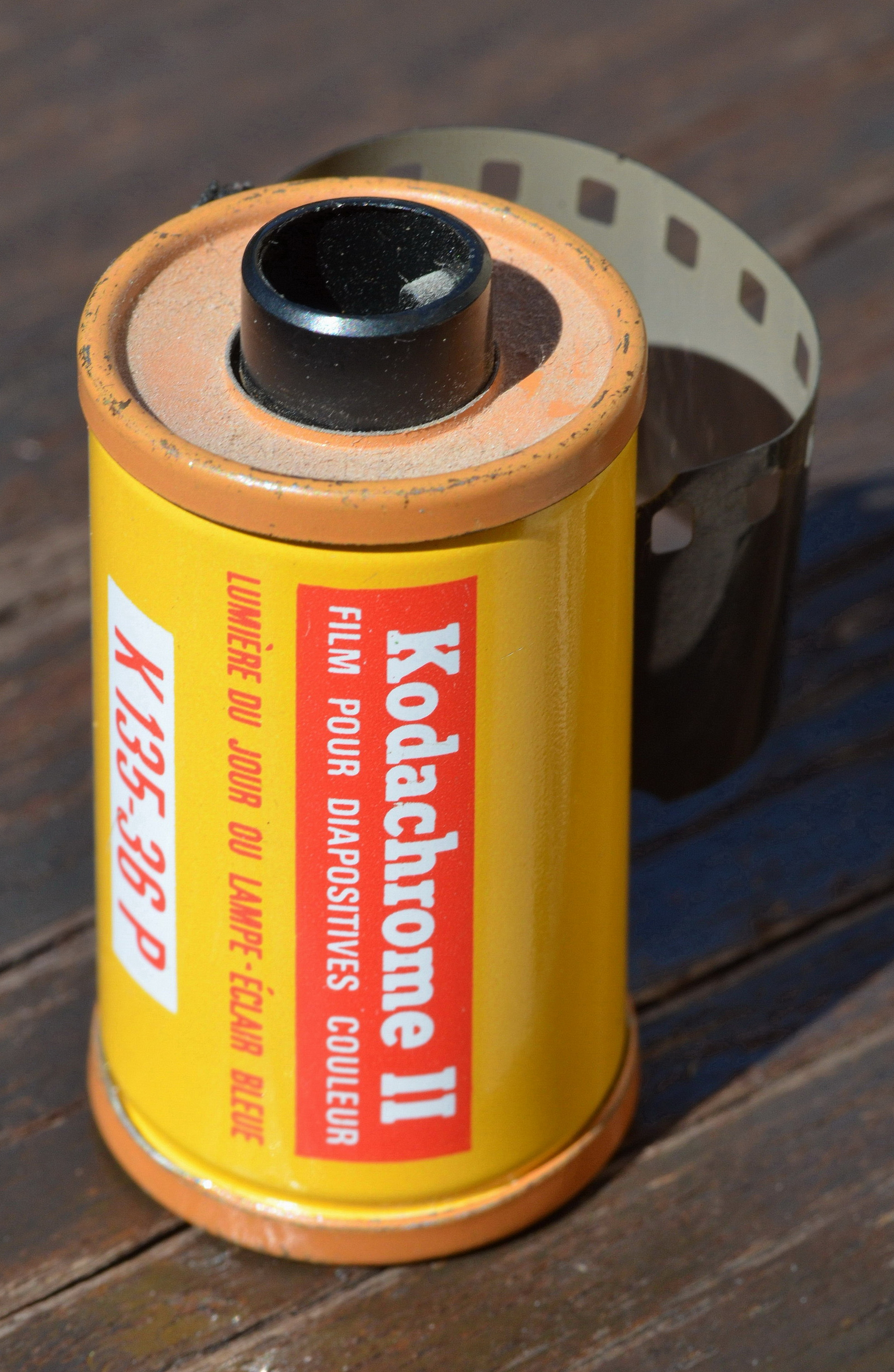
Kodachrome II - Film pour diapositives couleur

Le traitement K-14 est le processus de traitement des films inversibles Kodachrome. La dernière version ayant été utilisée, jusqu'en 2010, est dénommée processus K-14M.
Ce traitement diffère grandement des autres processus de développement utilisé aujourd'hui par sa complexité et son nombre d'étapes. Le film Kodachrome n'a pas de coupleurs de couleur intégré. Ainsi, les colorants sont ajoutés au cours du processus de développement, chacun lors d'une étape dédiée.
Cette complexité du traitement, ainsi que la nécessité de maintenir les dosages des bains de traitement ont fait que le nombre de laboratoires capables d'exécuter ce processus a toujours été limité. Entre 2007 et 2010, un seul assurait cette prestation de par le monde, Dwayne's Photo Service, au Kansas.

## Étapes du traitement[3]
Pour comprendre les différentes étapes, voici un rappel des différentes couches composant le film, en allant de sa face vers son dos:
- Couche sensible bleu (jaune) ;
- Filtre jaune ;
- Couche sensible bleu-vert (magenta) ;
- Couche sensible bleu-rouge (cyan) ;
- Support en acétate transparent ;
- Couche anti-halo.

Étape 1 : suppression de la couche anti-halo
Un bain alcalin dissout le liant. Un lavage au jet et le frottement d'un tampon suppriment la couche anti-halo.
Étape 2 : premier développement
Les cristaux d'halogénure d'argent exposés sont développés en argent métallique par un révélateur PQ (phénidone/hydroquinone). La couche filtre jaune devient opaque car la réaction conduit à la création d'une émulsion de Lippman et d'argent de Carey Lea (les particules d'argent métallique sont suffisamment petites pour absorber la lumière bleue).
Étape 3 : Rinçage
Étape 4 : Ré-exposition en lumière rouge par le dos
Cela rend l'halogénure d'argent des couches cyan non encore exposé développable.
Étape 5 : Développement du cyan
Immersion de la pellicule dans une solution contenant un révélateur de couleur cyan et un coupleur. Ces éléments sont incolores en solution. Après que le développeur ait développé l'argent, le développeur oxydé réagit avec le coupleur cyan pour former le colorant cyan. Le colorant est beaucoup moins soluble que le développeur ou le coupleur, de sorte qu'il reste dans la couche rouge du film.
Étape 6 : Rinçage
Étape 7 : Ré-exposition en lumière bleue par la face
Cela rend les grains d'halogénure d'argent non encore exposés dans la couche sensible au bleu (la couche jaune) développables. La couche du filtre jaune désormais opaque empêche la lumière bleue d'exposer la couche magenta (la couche verte sensible, qui est également sensible à la lumière bleue). Il est important d'empêcher toute lumière parasite de pénétrer par le dos du film.
Étape 8 : Développement du jaune
Processus identique à celui du développement du cyan.
Étape 9 : Rinçage
Étape 10 : Développement du Magenta
Le bain contient un agent chimique qui expose l'halogénure d'argent non encore exposé. Si toutes les étapes précédentes se sont bien déroulées, la quasi-totalité de cet argent est dans les couches magenta. Le révélateur et le coupleur magenta agissent comme les révélateurs cyan et jaune afin de produire la couleur magenta qui est insoluble et est reste dans le film.
Étape 11 : Rinçage
Étape 12 : Préparation au blanchiment
Bain préparant l'argent métallique pour l'étape du blanchiment.
Étape 13 : Blanchiment
La solution d'EDTA ferrique oxyde l'argent métallique en halogénure d'argent. Le blanchiment est une réaction aérobie, la solution doit donc être aérée. Autrefois, le blanchiment était réalisé avec une solution d'hexacyanoferrate(III) qui ne nécessitait pas de bain de préparation, ni d'aération du bain.
Étape 14 : Fixage
Bain convertissant l'halogénure d'argent en des composés solubles qui sont ensuite dissous pour être retirés du film
Étape 15 : Lavage
Élimination du fixateur du film
Étape 16 : Rinçage
Bain contenant un agent mouillant pour réduire les traces de gouttes d'eau.
Étape 17 : Séchage
Le traitement abouti à la formation de trois couches, une pour chacune des couleurs de base. Chacune contient le colorant approprié. Le procédé original Kodachrome en 1935 utilisait des blanchisseurs de colorants et était un processus beaucoup plus complexe. Même si les compositions des bains ont évolué au fil des ans, le procédé est resté globalement le même depuis l'introduction de la "ré-exposition sélective" en 1938.

### Sources et références
1. ↑   (en) « Processing Steps - Processing Kodachrome Film (PDF) », Eastman Kodak Company, 2000 (consulté le 1er mars 2009)
2. ↑  (en) Site internet de Dwayne's Photo Service
3. ↑   (en) « Process K-14 sequence with crossections » [pps]